# Charaxes manica
Charaxes manica är en fjärilsart som beskrevs av Henry Trimen 1894. Charaxes manica ingår i släktet Charaxes och familjen praktfjärilar. Inga underarter finns listade i Catalogue of Life.

## Bildgalleri

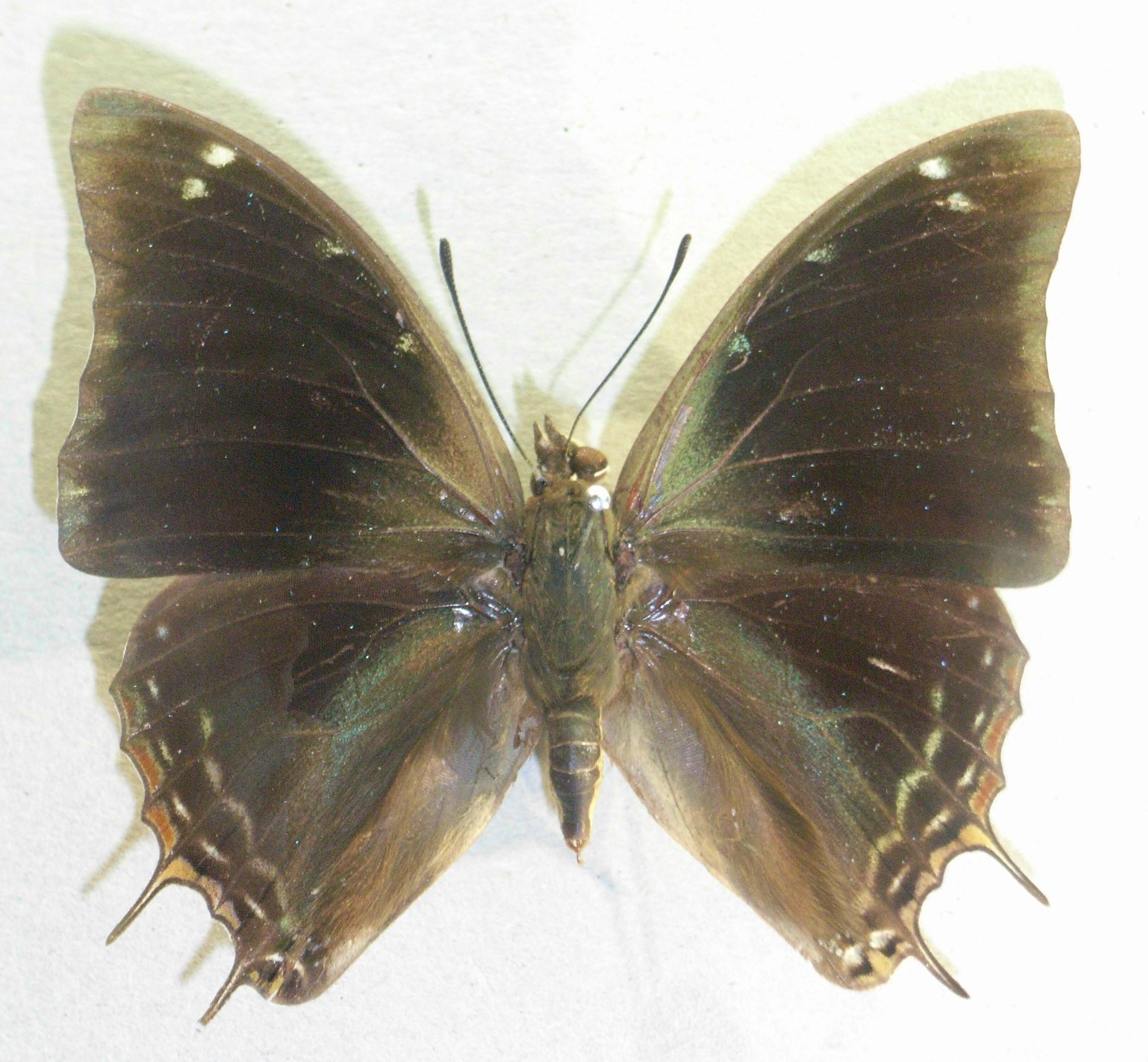